# سومانو
سومانو هو تقسيم إداري إيطالي (بلدية) في مقاطعة كونيو في الإيطالية منطقة بيدمونت ، تقع على بعد حوالي 60 كيلومتر (37 ميل) جنوب شرق تورينو وحوالي 40 كيلومتر (25 ميل) شمال شرق كونيو . اعتبارًا من 31 ديسمبر 2004 ، كان عدد سكانها 399 نسمة وتبلغ مساحتها 11.8 كيلومتر مربع (4.6 ميل2) .
بلدية سومانو تحتوي على فرازيوني (التقسيمات الفرعية ، القرى والنجوع بشكل رئيسي) فوساتي ، ألتافيلا ، سانت أنطونيو ، مانزوني ، ألبير ، جارومبو ، كورين ، بيسينو ، رواتالونجا ، كوستالونجا.
سومانو الحدود مع البلديات التالية: بونفيتشينو ، بوسولاسكو ، و دولياني .